# Harissa

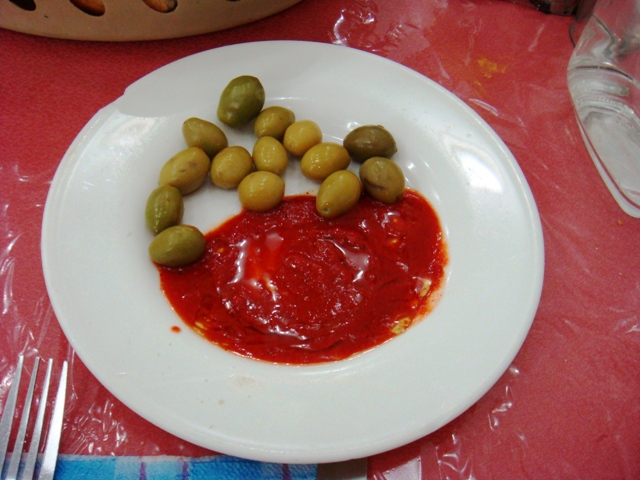
Harissa y aceitunas

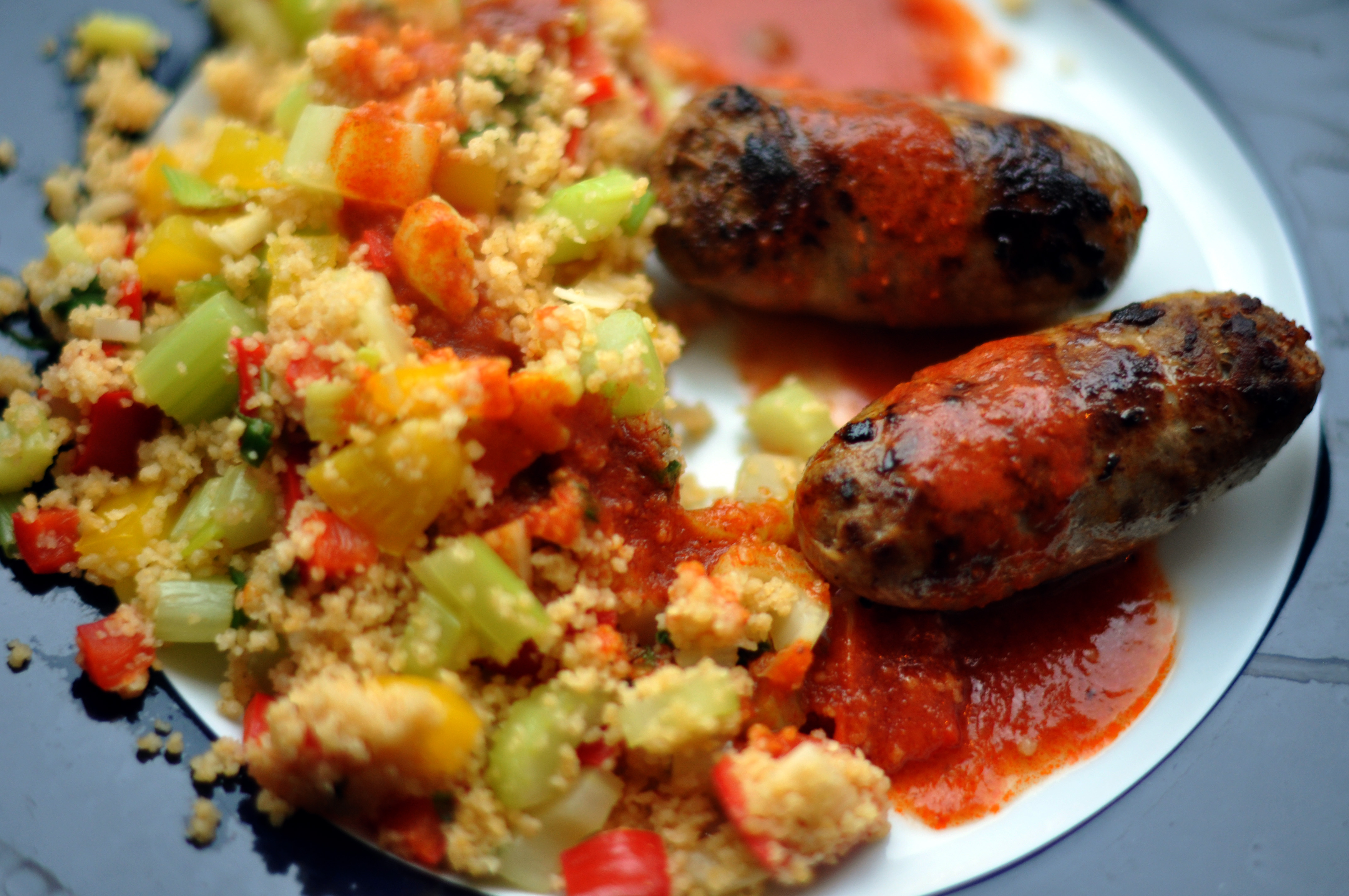
Cuscús, merguez y harissa

La harissa es una salsa picante y constituye uno de los ingredientes más comunes en la gastronomía magrebí, especialmente la de Túnez , así como la gastronomía del Oriente Medio. En diciembre de 2022 fue inscrita por la UNESCO en la lista del patrimonio  cultural inmaterial de la Humanidad a propuesta de Túnez.

## Ingredientes
Las recetas varían, pero los ingredientes habituales son pimientos picantes rojos (a menudo ahumados, lo que le proporciona un sabor característico), ajo, frutos del cilantro, alcaravea, y sal, los cuales se muelen y se mezclan con aceite de oliva. Una vez preparada se deja reposar durante un mínimo de doce horas.

## Usos
Es un salsa picante que se usa en los países del Magreb para la preparación de la comida que sea cuscús u otros platos, generalmente cárnicos. La harissa también es uno de los ingredientes importantes en la preparación de distintos tipos de bocadillos conocidos en Túnez. La forma de comercializarla suele ser en tubos de pasta.